# Cholita
Cholita er en dansk oplysningsfilm fra 2009, der er instrueret af Julie Bezerra Madsen og Yans Felippe.

## Handling
Vi møder Carmen Rosa på en markedsplads i La Paz, hvor hun tilbereder og sælger små madretter. Hun er omgivet af andre markedskvinder med hver deres specialer. Men Carmen har en hemmelighed. Hun lever et helt andet liv uden for markedspladsen. Og måske vil hendes søn følge i hendes fodspor.